# Фишер-Айленд (Флорида)
Фишер-Айленд (англ. Fisher Island) — остров в Атлантическом океане на переходе к заливу Бискейн. Статистически обособленная местность (англ. CDP) в округе Майами-Дейд, штат Флорида. Получил известность как роскошная и строго охраняемая резиденция многих состоятельных знаменитостей. Остров занимает первое место в США по показателю дохода жителей на душу населения.

## География
По данным Бюро переписи населения США статистически обособленная местность Фишер-Айленд имеет общую площадь в 0,78 квадратного километра, водных ресурсов в черте населённого пункта не имеется.
Статистически обособленная местность Фишер-Айленд расположена на высоте 3 м над уровнем моря.

## Демография
По данным переписи населения 2000 года в Фишер-Айленд проживало 467 человек, 149 семей, насчитывалось 218 домашних хозяйств и 532 жилых дома. Средняя плотность населения составляла около 598,72 человека на один квадратный километр. Расовый состав населённого пункта распределился следующим образом: 92,08 % белых, 3,21 % — чёрных или афроамериканцев, 2,14 % — азиатов, 1,93 % — представителей смешанных рас, 0,64 % — других народностей. Испаноговорящие составили 14,8 % от всех жителей статистически обособленной местности.
Из 218 домашних хозяйств в 19,3 % воспитывали детей в возрасте до 18 лет, 61,5 % представляли собой совместно проживающие супружеские пары, в 5,5 % семей женщины проживали без мужей, 31,2 % не имели семей. 26,6 % от общего числа семей на момент переписи жили самостоятельно, при этом 7,3 % составили одинокие пожилые люди в возрасте 65 лет и старше. Средний размер домашнего хозяйства составил 2,14 человека, а средний размер семьи — 2,51 человека.
Население статистически обособленной местности по возрастному диапазону по данным переписи 2000 года распределилось следующим образом: 15,6 % — жители младше 18 лет, 3,2 % — между 18 и 24 годами, 20,3 % — от 25 до 44 лет, 45,6 % — от 45 до 64 лет и 15,2 % — в возрасте 65 лет и старше. Средний возраст жителей составил 51 год. На каждые 100 женщин в Фишер-Айленд приходилось 101,3 мужчин, при этом на каждые сто женщин 18 лет и старше приходилось 99 мужчин также старше 18 лет.
Средний доход на одно домашнее хозяйство статистически обособленной местности составил 200 000 долларов США, а средний доход на одну семью — эту же величину. При этом мужчины имели средний доход в 100 000 долларов США в год против 85 789 долларов среднегодового дохода у женщин. Доход на душу населения статистически обособленной местности составил 200 000 долларов в год. Все семьи имели доход, превышающий уровень бедности.